# Luigi Tropeano
Luigi Tropeano (Badolato, 1º maggio 1920 – 3 aprile 1987) è stato un politico italiano.

## Biografia
Avvocato, esponente calabrese del Partito Comunista Italiano, il 25 aprile 1946 è eletto sindaco di Badolato. 
Viene eletto alla Camera dei deputati nelle file del PCI nel 1968. Ricandidato alle elezioni politiche del 1972, non viene eletto, ma subentra a Montecitorio nel marzo 1976 dopo la morte del collega Armando Scarpino. Viene poi rieletto alle elezioni politiche del 1976 e infine a quelle del 1979, terminando l'incarico parlamentare nel 1983. 